# ステークホルダー分析
ステークホルダー分析(ステークホルダーぶんせき、[英語]:stakeholder analysis)は利害関係者によって体制や政治的な変化を評価する一つの方法であり、紛争解決、経営学、政策形成、エネルギーマネジメント、プロジェクトマネジメントなどに用いられる。これらの情報は計画や政策などに利害が関係する人々をどのように対処すべきかを評価するために用いられます。ステークホルダー分析はステークホルダーマネジメントの重要な一部であり、特定の場合に会社の義務を達成するために、問題を主張している各人による会社に対するすべての競合する要求の重み付けとバランスを取ることで構成される。
ステークホルダー分析は往々にして計画の準備段階において利害関係者が変化に対してどのようにふるまうかを評価するために使われる。これは時間経過に伴う対応の変化に応じて行うことができる。